# Osphryon granuliger
Osphryon granuliger är en skalbaggsart som beskrevs av Aurivillius 1925. Osphryon granuliger ingår i släktet Osphryon och familjen långhorningar. Inga underarter finns listade i Catalogue of Life.